# Unió Esportiva Tàrrega
La Unió Esportiva Tàrrega és un club de futbol català de la ciutat de Tàrrega fundat l'any 1957.

## Història
Segons les cròniques, el futbol s'inicià oficialment a la capital de l'Urgell l'any 1914 quan un grup d'entusiastes aficionats van crear el FC Tàrrega, pertanyen al Patronat de Sant Jordi. El club va ser campió provincial els anys 1920, 1921, 1922 i 1923 i les temporades 1933-34 i 1934-35 jugà a la segona categoria del Campionat de Catalunya.
La temporada 1950/51 va jugar per primera vegada a la Tercera Divisió estatal, fins a la temporada 52/53. L' agost de 1954 el Tàrrega CF deixa d'existir. Aquests anys trobem a la ciutat el CAR Tárrega (Club Ami
gas de Radio Trrega, 1956) i el Tarraguense.
El 27 de febrer de 1957 es funda la UE Tàrrega. La UE Tàrrega va agafar el rumb dels ascensos: després de militar a la Regional Preferent i a Primera Catalana, finalment la temporada 1993/94 va pujar a la Tercera Divisió. També val remarcar el subcampionat de Tercera assolit la temporada 1994/95 i el títol de campió la temporada 1995/96 amb Carles Viladegut com a tècnic.
Temporada 2016/2017: la UE Tàrrega juga a la Segona Catalana Grup 5 per segon any consecutiu, amb l'objectiu clar de tornar a la primera catalana.
Temporada 2017/2018: la UE Tàrrega aconsegueix l'ascens a Primera Catalana grup 2 després d'aconseguir la segona plaça a Segona Catalana Grup 5, després de ser el millor segon equip de tots els grups.

## Temporades
| Temporada | Divisió     | Posició | Copa del Rei |
| --------- | ----------- | ------- | ------------ |
| 1950/51   | 3a          | 16      |              |
| 1951/52   | 3a          | 14      |              |
| 1952/53   | 3a          | 18      |              |
| 1991/1992 | 1a Catalana | 9       |              |
| 1992/1993 | 1a Catalana | 8       |              |
| 1993/1994 | 1a Catalana | 3       |              |
| 1994/95   | 3a          | 2       |              |
| 1995/96   | 3a          | 1       |              |
| 1996/97   | 3a          | 7       |              |
| 1997/98   | 3a          | 14      |              |
| 1998/99   | 3a          | 7       |              |
| 1999/00   | 3a          | 13      |              |
| 2000/01   | 3a          | 11      |              |
| 2001/02   | 3a          | 10      |              |

| Temporada | Divisió     | Posició | Copa del Rei |
| --------- | ----------- | ------- | ------------ |
| 2002/03   | 3a          | 10      |              |
| 2003/04   | 3a          | 13      |              |
| 2004/05   | 3a          | 20      |              |
| 2005/06   | 1a Catalana | 8       |              |
| 2006/07   | 1a Catalana | 15      |              |
| 2007/08   | 1a Catalana | 6       |              |
| 2008/09   | 1a Catalana | 9       |              |
| 2009/10   | 1a Catalana | 10      |              |
| 2010/11   | 1a Catalana | 4       |              |
| 2011/12   | 1a Catalana | 6       |              |
| 2012/13   | 1a Catalana | 9       |              |
| 2013/14   | 1a Catalana | 4       |              |
| 2014/15   | 1a Catalana | 15      |              |
| 2015/16   | 2a Catalana | 10      |              |
| 2016/17   | 2a Catalana | 2       |              |
| 2017/18   | 2a Catalana | 2       |              |
| 2018/19   | 1a Catalana |         |              |

## Palmarès
- Campió de Tercera Divisió (1995-1996)
- Subcampió de Tercera Divisió (1994-1995)
- Participacions a Tercera Divisió: 14
- Participacions a Primera Catalana: 14
- Participacions a Segona Catalana: 3
- Promoció a Segona B: 2

## Jugadors destacats
- Joan Capdevila
- Piti

## Himne
Visca el Tàrrega! Visca el Tàrrega!

Clamen els afeccionats, que és el nostre equip de futbol,

dels millors del principat.

als contraris respectem, però no ens hem pas d'enganyar,

que els partits els jugarem,

com fem sempre, per guanyar.

I llancem un crit de guerra, animant-los tot cridant:

Visca el Tàrrega! Visca el Tàrrega! Visca un Tàrrega triomfant!